# Vaganeš
Vaganesh en albanais et Vaganeš en serbe latin (en serbe cyrillique : Ваганеш) est une localité du Kosovo située dans la commune/municipalité de Kamenicë/Kosovska Kamenica, district de Gjilan/Gnjilane (Kosovo) ou district de Kosovo-Pomoravlje (Serbie). Selon le recensement kosovar de 2011, elle compte 10 habitants.

## Histoire
Dans le village, l'église de la Présentation-de-la-Mère-de-Dieu, construite en 1354-1355, est inscrite sur la liste des monuments culturels d'importance exceptionnelle de la république de Serbie et sur la liste des monuments culturels du Kosovo.

## Démographie

### Évolution historique de la population dans la localité
| 1948 | 1953 | 1961 | 1971 | 1981 | 1991 | 2011 |
| ---- | ---- | ---- | ---- | ---- | ---- | ---- |
| 188  | 172  | 178  | 183  | 145  | 137  | 10   |

|  |

### Répartition de la population par nationalités (2011)
En 2011, les Albanais représentaient 50,00 % de la population et les Serbes 50,00 %.